# Vicenç Badenes i Teixidó
Vicenç Badenes i Teixidó (Cornellà de Llobregat, 1957 – Cornellà de Llobregat, 26 de juliol de 2011), activista social i periodista, fou un dels pioners d'Internet a Catalunya. Era llicenciat en Periodisme per la Universitat Autònoma de Barcelona, tot i que havia començat a estudiar química.
Va ser un referent en l'impuls de la Societat de la Informació a Cornellà i a tot l'àrea metropolitana de Barcelona, i un referent també pel que fa a la creació i investigació sobre xarxes locals i comunitats virtuals:
| «                | El 1995 exploràvem, incrèduls, les possibilitats que les xarxes digitals ens oferien per desenvolupar nous espais públics. Àmbits de diàleg on articular la participació i el compromís de ciutadans i ciutadanes, també en la cerca de la innovació social. Noves formes de fer, d'actuar... de pensar. | » |
| — Vicenç Badenas | |   |

Va ser un impulsor de la democratització de les noves tecnologies com a eina de desenvolupament social. El 1997 va començar a gestar amb un grup de gent la idea d'obrir un centre a Cornellà que apliqués aquesta idea. El 2007 veia la llum l'actual Citilab. Així nasqué, el 2007, el CitiLab de Cornellà, centre dedicat a la difusió i recerca en noves tecnologies de la ciutat de Cornellà de Llobregat, un dels equipaments més innovadors de Catalunya, del qual va ser-ne director gerent fins al moment de la seva mort.
Badenes va estar molt vinculat sempre a la seva ciutat, Cornellà de Llobregat, i va impulsar iniciatives ciutadanes per a evitar la fractura digital.
Amb orígens al Partit Socialista Unificat de Catalunya, fou regidor a l'Ajuntament de Cornellà de Llobregat durant 18 anys pel Partit dels Socialistes de Catalunya i es feu càrrec de les regidories d'Educació, de Cultura i de Societat del Coneixement i Relacions Ciutadanes.
En el moment de la seva mort, Badenes compaginava la tasca del Citilab amb la presidència de Cornellà Solidari, una organització no governamental que ha treballat en projectes de desenvolupament a països del tercer món.